# Juhász Zsolt (vízilabdázó)
Juhász Zsolt (Szentes, 1985. június 8. –) Universiade győztes vízilabdázó, a Budapesti Honvéd  játékosa.

## Pályafutása
Tizenkét évesen, 1997-ben kezdte a vízilabdát a Szentesi VK korosztályos csapatában. Első OB I-es mérkőzését 2002-ben játszotta, majd a felnőtt keret tagjaként szerepelt. Csapatával 2004 decemberében Komjádi Kupát nyert. 2005-ben igazolt Szegedre, 2009-ben csapatával megnyerte a LEN-Európa-kupát. 2014-ben az A-Híd OSC játékosa lett. 2018-ban a Budapest Honvéd SE-be igazolt.

## Eredményei

### Klubcsapatokkal
- LEN-Európa-kupa
- Győztes (1): 2008 - Szeged Beton VE
- Magyar bajnokság (OB I)
  - Ezüstérmes (1): 2015 – A-Híd OSC Újbuda
  - Bronzérmes (6): 2010, 2011, 2012, 2013, 2014, 2016, 2017

- Magyar Kupa
- Győztes (3): 2011, 2012, 2013
- Ezüstérmes (1): 2014

### Válogatottakkal
- ifjúsági Európa-bajnoki ezüstérmes (Isztambul, 2003)
- junior Európa-bajnoki bronzérmes (Gzira, 2004)